# Вакцинація проти COVID-19 у Зімбабве
Вакцинація проти COVID-19 в Зімбабве — це кампанія масової імунізації населення Зімбабве проти COVID-19 під час пандемії коронавірусної хвороби. Вакцинація в країні розпочалась 22 лютого 2021 року вакциною Sinopharm BIBP. Станом на 17 червня 2022 року в країні 6260228 осіб отримали першу дозу вакцини, 4598703 отримали другу дозу і 851874 отримали третю дозу вакцини.
Стверджувалося, що в державній програмі вакцинації існує корупція, при цьому пріоритет на отримання вакцини надається тим, хто готовий платити хабарі персоналу лікарні, а також членам правлячої партії Зімбабве ЗАНУ–ПФ. Також повідомлялося, що вакцини були доступні в приватній системі охорони здоров'я за ціною приблизно 40 доларів США.

## Використання вакцин
| Вакцина        | Схвалення | Застосування |
| -------------- | --------- | ------------ |
| Sinopharm BIBP | Так       | Так          |
| Коваксин       | Так       | Ні           |
| Коронавак      | Так       | Ні           |
| Спутник V      | Так       | Ні           |

## Хронологія
14 лютого 2021 року перші 200 тисяч доз вакцини Sinopharm BIBP приземлилися в міжнародному аеропорту імені Роберта Мугабе в Хараре.
22 лютого 2021 року Зімбабве розпочало програму вакцинації. 25 лютого кількість щеплених перевищила 10 тисяч осіб.
У середині червня 2021 року компанія «АЛРОСА» передала Зімбабве 25 тисяч доз вакцини проти COVID-19 «Спутник V», а через місяць — ще 25 тисяч доз.
8 липня 2021 року Зімбабве отримало 2 мільйони доз вакцини «Коронавак».
У грудні 2021 року в країні запустили програму бустерних доз для вже двічі щеплених.
20 грудня 2021 року Зімбабве отримало мільйон доз вакцини «Коронавак», подарованих Китаєм.

## Прогрес
На кінець березня 2021 року в країні було введено 85866 доз вакцини; 433939 до кінця квітня; один мільйон до кінця травня; 1,3 мільйона до кінця червня; 2,3 мільйона до кінця липня; 3,8 мільйона до кінця серпня; 5,2 мільйона до кінця вересня; 5,8 мільйона до кінця жовтня; 6,4 мільйона до кінця листопада; 7,2 мільйона до кінця грудня 2021 року; 7,8 мільйона до кінця січня 2022 року; 7,9 мільйона до кінця лютого 2022 року; 9,4 мільйона до кінця березня 2022 року; 10,3 мільйона до кінця квітня 2022 року.
Повністю вакцинованих осіб на кінець липня 2021 року було 0,8 мільйона; 1,6 мільйона до кінця серпня; 2,3 мільйона до кінця вересня 2021 року; 2,5 мільйона до кінця жовтня 2021 року; 2,8 мільйона до кінця листопада 2021 року; 3,1 мільйона до кінця грудня 2021 року; 3,3 мільйона до кінця січня 2022 року; 3,4 мільйона до кінця лютого 2022 року; 3,5 мільйона до кінця березня 2022 року; 3,7 мільйона до кінця квітня 2022 року.